# Rastodentidae
Famille
Les Rastodentidae sont une famille de mollusques marins de la classe des gastéropodes, et de l'ordre des Littorinimorpha.

## Liste des genres
Selon World Register of Marine Species (23 mars 2016) :
- genre Rastodens Ponder, 1966
- genre Tridentifera Ponder, 1966